# جون دبليو. هازلتون
جون دبليو. هازلتون هو سياسي أمريكي، ولد في 10 ديسمبر 1814 في موليكا هيل في الولايات المتحدة، وتوفي بنفس المكان في 20 ديسمبر 1878. نشط حزبياً في الحزب الجمهوري. وقد انتخب عضو مجلس النواب الأمريكي ‏.